# Ómicron2 Canis Majoris
Ómicron2 Canis Majoris (ο2 CMa / 24 Canis Majoris / HD 53138) es una estrella en la constelación de Canis Major de magnitud aparente +3,02. Comparte la denominación de Bayer Ómicron con la estrella ο1 Canis Majoris, visualmente 2 grados al oeste. Aunque físicamente no están relacionadas al hallarse separadas al menos 70 años luz, se piensa que las dos nacieron en el mismo complejo de gas y polvo interestelar. Ambas estrellas parecen formar parte de una amplia asociación de estrellas O y B, que también incluye a Wezen (δ Canis Majoris), denominada Collinder 121.
A una imprecisa distancia de 2500 años luz del sistema solar, Ómicron2 Canis Majoris es una supergigante azul de tipo espectral B3Ia. Es una estrella caliente de 14.700 K de temperatura y una de las estrellas más luminosas que se conocen, siendo su luminosidad —incluida la radiación ultravioleta emitida— 110.000 veces mayor que la del Sol. Con una edad de solo 8 millones de años, en su núcleo ya se produce la transformación de helio en carbono y oxígeno. Siendo su masa veinte veces mayor que la masa solar, su destino es explotar como una brillante supernova.
Ómicron2 Canis Majoris está catalogada como una variable Alfa Cygni, variando su brillo entre magnitud +2,98 y +3,04.